# Ralph Hutton
Ralph Hutton (n. 6 martie 1948, Ocean Falls⁠(d), British Columbia, Canada) este un înotător ce a reprezentat Canada, medaliat olimpic. A participat la 3 ediții ale Jocurilor Olimpice (1964, 1968, 1972) în care a câștigat două medalii de argint.